# Milcoiu
Milcoiu es una comuna ubicada en el distrito Vâlcea, Rumania.

## Superficie
Posee una superficie de 30,57 kilómetros cuadrados.

## Demografía
Hasta 2021 la población era de 1083 habitantes, con una densidad de población de 35,43 habitantes por kilómetro cuadrado.